# Ā̱̂
Ā̱̂ (minuscule : ā̱̂), appelé A macron accent circonflexe macron souscrit, est une lettre latine utilisée dans l’écriture du kiowa.
Il s’agit de la lettre A diacritée d’un macron, d’un accent circonflexe et d’un macron souscrit.

## Représentations informatiques
Le A macron accent circonflexe macron souscrit peut être représenté avec les caractères Unicode suivants : 
- composé et normalisé NFC (latin étendu A, diacritiques) :

| formes    | représentations | chaînes de caractères | points de code       | descriptions                                                                                |
| --------- | --------------- | --------------------- | -------------------- | ------------------------------------------------------------------------------------------- |
| capitale  | Ā̱̂               | Ā◌̱◌̂                   | U+0100 U+0331 U+0302 | lettre majuscule latine a macron diacritique macron souscrit diacritique accent circonflexe |
| minuscule | ā̱̂               | ā◌̱◌̂                   | U+0101 U+0331 U+0302 | lettre minuscule latine a macron diacritique macron souscrit diacritique accent circonflexe |

- décomposé et normalisé NFD (latin de base, diacritiques) :

| formes    | représentations | chaînes de caractères | points de code              | descriptions                                                                                            |
| --------- | --------------- | --------------------- | --------------------------- | --- |
| capitale  | Ā̱̂               | A◌̱◌̄◌̂                  | U+0041 U+0331 U+0304 U+0302 | lettre majuscule latine a diacritique macron souscrit diacritique macron diacritique accent circonflexe |
| minuscule | ā̱̂               | a◌̱◌̄◌̂                  | U+0061 U+0331 U+0304 U+0302 | lettre minuscule latine a diacritique macron souscrit diacritique macron diacritique accent circonflexe |